# Leucophora liaoningensis
Leucophora liaoningensis är en tvåvingeart som beskrevs av Zhang 1998. Leucophora liaoningensis ingår i släktet Leucophora och familjen blomsterflugor. Inga underarter finns listade i Catalogue of Life.